# Історія освоєння мінеральних ресурсів Білорусі
Добування високоякісного кременю з поверхні землі на території Білорусі зафіксоване з пізнього палеоліту (20-10 тис. років тому). В епоху неоліту і бронзи (аж до середини II тисячоліття до р. Х.) тут був розвинений широкомасштабний видобуток кременю. Збереглися давні шахти кременю на річці Рось (Гродненська область), які були споруджені в крейдових породах. Об'єктами розробок були конкреції кременю, що залягали в крейді у вигляді ланцюжків чи розкиданих скупчень. Загальна кількість виробок сягала кількох тисяч (глибиною до 6 м, діаметр верхньої частини 1,5-1,6 м, нижньої — 0,8 м). Зустрічалися одиничні виробки у вигляді колодязів з нішами; окремі камери; стовбури, що сполучені поміж собою штреками довжиною до 4 м, висотою близько 0,8 м. В епоху неоліту також почався видобуток глин для виробництва керамічного посуду.
З середини І тисячоліття до р. Х. розпочався видобуток заліза з болотних, дернових та озерних руд. Поклади виявляли за допомогою щупів і викопували дерев'яними лопатами. Виплавляли залізо сиродутним способом — у примітивних домницях-руднях. З нерудних корисних копалин видобувалися глини, пісок , вапняки. З середини XVIII ст. на базі болотних руд виникли залізорудні мануфактури (Малоритська та Вишневська), які в 1794 р. були перебудовані в невеликі ливарні заводи. На початку XIX ст. створюються крупні металургійні підприємства (Налибокський, Старинковський, Борисовщинський заводи). До 1870 р. майже всі підприємства в цьому регіоні припинили свою діяльність через вичерпання болотних залізних руд. Помітним залишався тільки видобуток торфу, обсяги якого в 1913 р. становили 8,3 тис. т.
У 1924 р. при уряді Білорусі (в складі СРСР) створюється Гірничий відділ, на базі якого організований Білоруський геологорозвідувальний трест (1930 р.), а також академічні Інститут геології і гідрогеології та Інститут торфу (1933 р.). У 1929 р. поблизу Мінська пробурена перша розвідувальна свердловина (354 м). До 1940 р. було виявлено понад 500 відносно невеликих родовищ нерудної сировини, десятки крупних родовищ торфу. В 50-60-і рр. XX ст. відкриті родовища калійних солей, нафти, вугілля та інших копалин.
У сучасній Білорусі створені і функціонують гірничодобувна, нафтовидобувна і нафтопереробна промисловість, промисловість з виробництва калійних і карбонатних добрив, будівельних матеріалів і інш. Тут видобувають нафту, буре вугілля, торф, агрохімічну сировину — калійні і кам'яні солі, сапропелі, доломіт для виробництва вапнякових добрив, різноманітні будівельні матеріали: сировину для виробництва цементу і вапна, будівельний і облицювальний камінь, піски будівельні, силікатні, піщано-гравійні суміші, глини керамічні, вогнетривкі і для виробництва легких заповнювачів, а також формовочні піски і глини, прісні і мінеральні підземні води. Поки що не розробляють родовища залізняку, рідкісних металів, горючих сланців, фосфоритів, цеолітів, гіпсу, комплексні родовища алюмінієвої і содової сировини та інш. Є перспективи розробки вугільних, сланцевих і рудних родовищ. Переважна більшість гірничодобувних підприємств знаходиться в державному секторі. Найбільшими підприємствами-користувачами надр у Білорусі є: ВО «Бєлгеологія» (м. Мінськ), ВО «Бєларусьнєфть» (м. Гомель), ВО «Бєларуськалій» (розробка Старобінського родовища калійних солей), ВО «Граніт», ВО «Доломіт», ДП «Білоруський цементний завод» (розробка найбільшого в Європі Комунарського родовища цементної сировини).
Підготовку кадрів гірничо-геологічного профілю здійснюють в Мінську на гірничо-механічному факультеті Білоруського політехнічного університету (з 1920 р.). Технікуми (м. Мінськ) готують фахівців з розробки торфових родовищ.